# Ahmet Çelik
Ahmet Çelik of Ahmet Celik (Giresun, 17 maart 1956) is een Turks-Nederlands bestuurskundige.
Çelik studeerde bestuurskunde aan de Universiteit Twente te Enschede en werkte na zijn promotie vanaf 1979 aan de Bilkent Universiteit in Ankara, sinds 1985 als hoogleraar regionale bestuurskunde en maatschappelijke organisaties. Çelik heeft veelvuldig gepubliceerd op uiteenlopende terreinen en heeft vele promovendi begeleid. In 1999 werd hem de Spinozapremie toegekend door NWO.
Op 1 maart 2008 trad Çelik toe tot het College Stedelijke Innovatie van het Nicis Institute, het Maatschappelijk Top Instituut voor de steden.
Naast tal van functies in wetenschappelijke gremia, trad Çelik ook op als adviseur van instellingen als de Wereldbank, de Europese Commissie, de MIT, de Raad van Europa en de Nederlandse regering.
Vanaf 1 januari 2009 bekleedt Ahmet Çelik de positie van universiteitshoogleraar aan de Bilkent Universiteit te Ankara.